# Borek (Beskid Wyspowy)
Borek (562 m) – najdalej na północ wysunięty szczyt Beskidu Wyspowego. Wchodzi w skład niewielkiego pasma górskiego Ciecienia, w którym wyróżnia się kilka szczytów. Kolejno, z południa na północ są to: Ciecień (829 m), Księża Góra (649 m), Grodzisko (618 m) i Borek (562 m). Od Grodziska Borek oddzielony jest płytką przełączką. Zachodnie stoki opadają do doliny Krzyworzeki, wschodnie do doliny Stradomki, od północnej strony grzbiet Borka opada na Pogórze Wiśnickie. Szczyt wznosi się nad trzema miejscowościami: Poznachowice Górne, Raciechowice i Dąbie.
Borek jest porośnięty bukowym lasem, bezleśna jest tylko dolna część jego zachodnich stoków. Pola uprawne i zabudowania Poznachowic Górnych podchodzą tutaj od dna doliny Krzyworzeki do wysokości około 450 m.